# Isaac Gubel
Isaac Gubel (* im 20. Jahrhundert; † 21. März 1983) war ein argentinischer Psychiater und Alternativmediziner.

## Leben

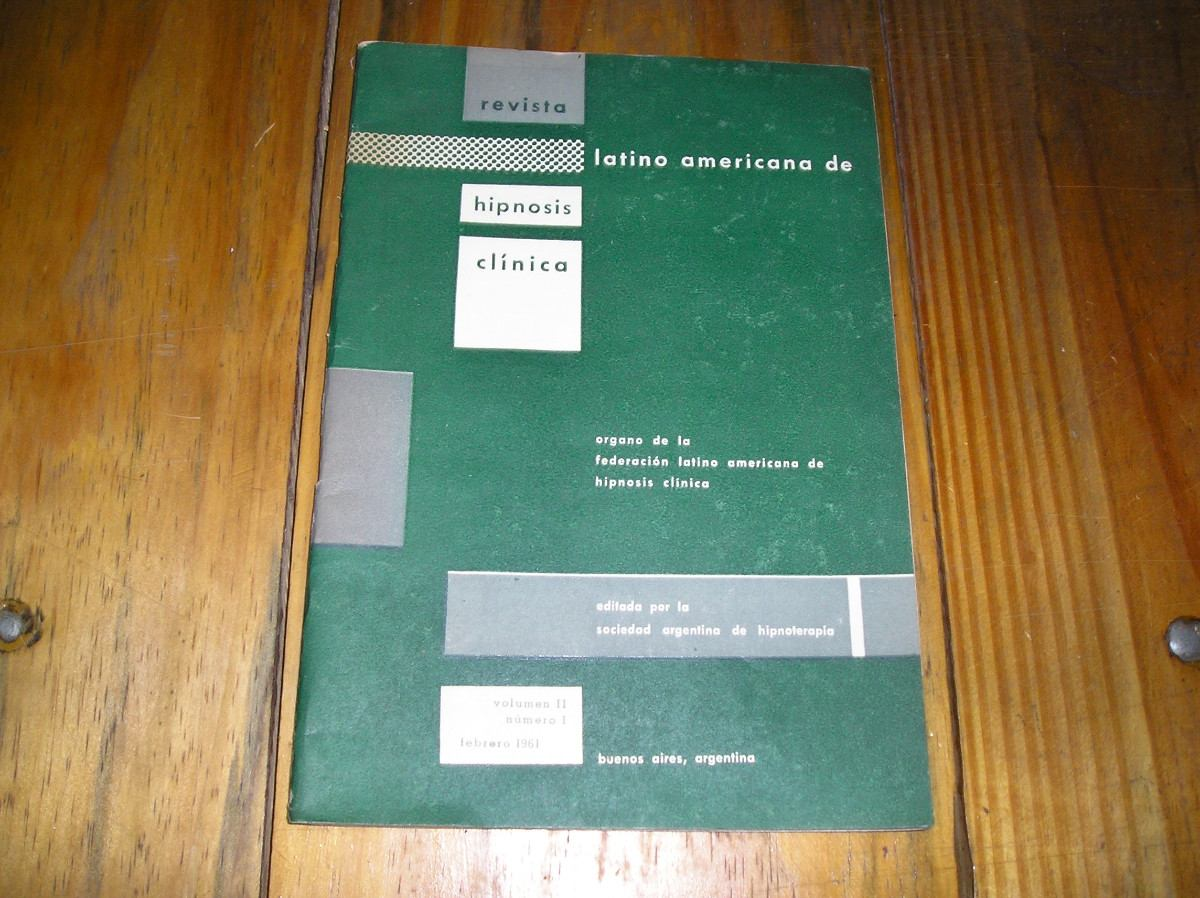
Isaac Gubel gründete 1959 die Revista Latino-Americana de Hipnosis Clínica („Lateinamerikanische Zeitschrift für klinische Hypnose“) mit.

Gubel stammte aus Rosario, Argentinien. Er arbeitete bei Milton H. Erickson in den Vereinigten Staaten und gründete, um dessen Hypnotherapie in seinem Land zu verbreiten, zusammen mit anderen in Buenos Aires die Sociedad Argentina de Hipnoterapia („Argentinische Gesellschaft für Hypnotherapie“). Zudem stand er mit Alfonso Caycedo in Verbindung und gründete die Sociedad Argentina de Sofrología y Medicina Psicosomática (SASMEP) („Argentinische Gesellschaft für Sofrologie und Psychosomatik“) mit. 1959 gründete er die Revista Latino-Americana de Hipnosis Clínica („Lateinamerikanische Zeitschrift für klinische Hypnose“); dazu war er korrespondierender Redaktor des American Journal of Clinical Hypnosis und des British Journal of Medical Hypnotism. In diesen Zeitschriften und anderen veröffentlichte er zahlreiche Fachartikel auf Englisch und Spanisch. Er forschte und hielt Vorträge unter anderem in Brasilien, Mexiko und Venezuela. Er wird sowohl als „einer der größten Exponenten der weltweiten Hypnotherapie“ („uno dei massimi esponenti della ipnoterapia mondiale“) als auch als „gescheiterten Psychiater“ („malogrado psiquiatra“) erachtet.
Nach Gubel ist das alternativmedizinische Instituto Gubel de Investigación y Docencia en Hipnosis, Psicoterapias Breves y Medicina Psicosomática („Gubel-Institut für hypnotische, psychotherapische und psychosomatische Forschung und Lehre“) in Buenos Aires benannt.

## Schriften (Auswahl)
- Isaac Gubel: Discussion of Milton H. Erickson’s Paper. In: Anales del 35th Anniversary […]ress de la Asociación Médica Pan Americana. 1960.
- Isaac Gubel, Alfredo Achával: Ácido lisérgico en el alcoholismo (Catalizador psicoterapéutico). In: Relato del 2° Congreso Argentino de Psiquiatría. 1960.
- Isaac Gubel: Drogas alucinógenas e hipnosis en psicoterapia. In: Revista Latino-Americana de Hipnosis Clínica. Nr. 2, 1961, OCLC 915053009, S. 70–74 (spanisch, online [PDF; abgerufen am 18. Juli 2021]).
- Isaac Gubel, H. Méson, Eduardo S. Corazzi: Hipnosis. Teoria, Técnica y Terapéutica. 1961 oder Folgejahre.